# 新市場風雲
《新市場網絡系列劇》又《新市場之人在江湖》（越南语：／）或俗題《新市場風雲：生死兄弟系列》是越南網路劇，2017年上檔。

## 介绍
這個網路劇起源自2017年12月15日17:00'《新市場之人在江湖》（02:22:44'）提案，模倣 《古惑仔電影系列》和《仲裁人》。

## 製作
背景的實現在越南聯省，曼谷和芭達雅。
演职员表
- 製作人：Bo Mập
- 导演助理：福性
- 攝影：Tùng Táo Tợn, Hậu Terror, Tuấn Hà, DJ Ewainz, Thuấn Lê, Boy Nguyễn, Tâm Võ, Tuấn Nhóc, 小兄弟, Thomas Thưởng, Beck, Rae
- 美術設計：Hải Nhí
- 裝服：Phương Biện
- 粧點：南姐, Hứa Mẫn, Pussac, Quốc Tuấn, Kha Linh, Quoắn Nguyễn
- 视觉效果：Sĩ Đồng
- DOP：Đạt JP, Lu Binh
- 光電：DNA - Gà Tre
- 聲音：Đào Công Tâm

主題曲
1. 《生死兄弟》[6]：元震風&蘇家俊
2. 《十三妹》[7][8]：Huỳnh James & Pjinboys
3. 《魚翅的兄》[9]：BlackBi & Elbi
4. 《你的形狀》[10]：阮文清雅&蘇家俊
5. 《挫折》[11]：元震風&蘇家俊
6. 《故人之情》[12]：Dế Choắt
7. 《苦辣》[13]：麗娟&梁鵬榮
8. 《男兒當自強》[14]：元震風&蘇家俊
9. 《友情之光》[15]：元震風&蘇家俊
10. 《內祖父的兄》[16]：Soho
11. 《三太子》[17]：The V Poison
12. 《龍珠之名密》[18]：Insolent，Nalo，Roki
13. 《兄弟别哭》[19]：元震風&蘇家俊
14. 《什麼是愛》[20]：金千香
15. 《英雄豪氣》[21]：陳利
16. 《我們的同年》[22]：蘇家俊&潘清新

才子列表
| 演員           | "魚醬"三太子            | 簡介 |
| 潘清新         | 阿歪                    | 賣魚小子。 |
| 黃維福         | 阿膠                    | 賣保险套的街童。 |
| 杜春毅         | 阿搖                    | 芽莊孤兒。 |
| 演員           | 新市場社團              | 簡介 |
| 紅雲           | 大姊                    | 第一代的新市場大亨。 |
| 有信           | 老豺 路易（Louis）      | 第二代的新市場大亨。 老豺的兒子。 |
| 黎國南         | 老二                    | 大姊的弟、三太子的養父。 |
| 竇玉簪         | 大老婆                  | 老二的夫人。 |
| 越香           | 內祖父                  | 游蕩拉子，高利貸者。 |
| 秋裝           | 十三妹                  | 游蕩拉子、青楼的老大。 |
| 阮進律         | 唐冰大兄                | 夜總會老大。 |
| 郭鈺瑄         | 魚翅大哥                | 魚市場的老大，初名"阿鮞"、所得的命名"社團帥哥"、為平生《見利思義、見危授命、久要不忘平生之言、亦可以為成人矣》、但同時固執好勝和有時狡猾地。 |
| 許明達         | 鷄七大哥                | 鷄市場的老大，奸雄、務利、但是特别花言巧語與女色。                                                                                           |
| 洛黃龍         | 鬚龍大哥                | 蔬菜市場的老大。 |
| 黎輝           | 興豪輝鴇母              | 愛情市場的老大，貪婪奸巧、喜歡的誹謗和說謊。                                                                                                 |
| 南姐           | 十四姑娘                | 按摩區的老大。 |
| 黎南           | 十二叔                  | 米市場的老大，潮州人、社團年長、由得的命名"第一花花公子"。                                                                                   |
| 搖滾方         | 刺青大兄                | 紋身市場的老大。他是最儉談人但忠實真正之本性。                                                                                               |
| 黃方           | 狗芳                    | 犬市場的老大。 |
| 莫文科         | 北徽                    | 大姊的兒子。 |
| 芙可（Puka）   | 小姐                    | 大姊的養女。 |
| 銀瓊           | 阿瓊嬸 老狐             | 阿歪的母親。 老豺的妹。 |
| 泰宇           | 乾鱼                    | 魚翅的義兄弟。 |
| 黎楊寶琳       | 淘琳                    | 愛情市場的基佬。 |
| 象俊           | 仙迪（Cindy）           | 內祖父的義兄弟。 |
| 楊強           | 小馬                    | 內祖父的義兄弟。 |
| 千金           | 阿駙                    | 小馬的外祖母，通常錯誤小馬與內祖父。 |
| 可如           | 鮑魚                    | 魚翅的妻子、鷄七的妹。 |
| 明譽           | 鬆媽媽                  | 男同性戀鴇母。 |
| 羅誠           | 褲子誠                  | 十三妹的義弟。 |
| 妙兒           | 紅拂女                  | 初名"阿女"、后改名"紅拂女"的入江湖。 |
| 陳潘國寶       | 桃花                    | 十三妹的表弟，隱逸在桃花島。 |
| 胡越忠         | 鷄三哥                  | 鷄七的表弟、阿歪和阿膠的義兄弟。 |
| 國慶           | 黑貓                    | 鷄七的弟子。 |
| 紅青           | 殭屍                    | 或"河豚魚"之假名，老二的弟子。 |
| 光山           | 火鷄                    | 魚市場的第二老大。 |
| 秋柳           | 三姨                    | 魚市場的小商人，健談。 |
| 武文隆         | 蠢家伙（बेचारा / Bachara） | 曼谷大富豪，極快辣品。 |
| 蘇家俊         | 阿蘇（客串）            | 司機，遊客... |
| 芳男           | （客串）                | 。 |
| 演員           | 安居義堂（古市場社團）  | 簡介 |
| 阮志才         | 老父                    | 第三十三代的古市場大亨。 |
| 何賢           | 九峯                    | 古市場大亨的承繼者。 |
| 喬明俊         | 黑烏                    | 一老大的養子，決定報仇魚翅和乾鱼為養父之殺。                                                                                                 |
| 日強           | 張菲                    | 賭場的老大，的名"張飛"，但得的定名"阿菲"為他肥胖。他不正、無廉恥、巧譎、傲慢和一生快活暴淫變態。                                             |
| 英秀           | 鐵絲                    | 遊蕩人。 |
| 黃飛           | 阿轟                    | 闌尾炎遊蕩名。 |
| 潘銀           | 白蘭地（Brandy）        | 九峯的最心腹人。 |
| 徽慶           | 老四                    | 舞塲的老大。 |
| 簪英           | 白楊                    | 教員，老四的胞妺、阿歪的愛娘。 |
| 阮文松         | 老佛爺                  | 第一代的安義堂的老大。 |
| 范黃東         | 老虎                    | 第二代的安居義堂的老大。 |
| 斯蒂芬·阮 姜鈺 | 龍珠                    | 密警員。自出身流浪兒，努力得成人民公安員為他的父親犧牲。                                                                                     |
| 陳利           | 十八哥                  | 大鷄和龍珠的義兄弟。 |

## 內容
相傳曰，三個流氓名阿歪、阿膠、阿搖結桃園兄弟之義。他們找到一條出路的加入新市場社團為歆慕魚翅大兄。然而社團情勢日益顛倒由諸地盤爭執或攛逆陰謀。老大界決定委託三太子的救挽秩序治安。
1. 新市場風雲：四海皆兄弟系列（2017年、4集）

"魚醬"三太子復讎為魚翅兄之殺。
到出江湖之尊義氣。

2. 新市場之人在江湖：十三妹（2018年、4集）

十三妹解急新市場"太子"和決鬥古市場社團。
女孩在十三水滸。

3. 新市場之人在江湖：魚翅前傳（2018年、4集）

阿鮞破黑烏之謀，變得魚翅大兄。
一天兄弟，一生兄弟。

4. 新市場之人在江湖：十四姑娘（2019年、4集）

十四村女克服陷阱，復讎為母親之殺。

5. 生死兄弟系列：新秩序（2019年、5集）

老二起謀的操縱社團。他追殺內祖父、大姊的最忠後輩、同時離間諸其他老大。
新市場之豪傑，的內祖父的兄。

6. 生死兄弟系列：三太子（2020年、4集）

三太子打擊九峯和振興社團。
新古市場相爭，世時生三太子。

7. 生死兄弟系列：龍珠大哥（2020年、10集）

龍珠，十八哥與大鷄兄之義。
成就由同年，風雲為兄弟。

8. 生死兄弟系列：相生相尅（2021年、4集）

阿歪與他的秘密胞兄。

## 文化
雖然這個網路劇片是導演蘇家俊的即興創作後他再看《古惑仔電影系列》，但匆忙成功（的接受YouTube創作者獎银牌）同時變得"熱主題"在多越南社群媒體上。甚至這現象得的越南國會討論關涉"網上江湖的潮流"禁令。
Tuổi thơ tôi không được êm đềm như nhiều người khác, tôi có khá nhiều cột mốc lịch sử đáng nhớ. Những gì các bạn xem trong Giang Hồ Chợ Mới đó là 30% trải nghiệm của tôi đó. Rồi trong Thập Tứ Cô Nương, khi các bạn thấy hình ảnh những cô gái chợ tình đứng dưới gầm cầu... thì đó là tuổi thơ, những hình ảnh mà tôi từng phải chứng kiến mỗi ngày. Bây giờ thì các bạn trẻ không còn thấy những hình ảnh đó nữa. Hồi đó tôi ở một khu vực có khá nhiều tệ nạn xã hội. Chuyện đứa nhỏ như tôi gặp mấy cô gái đứng đường là bình thường.
Những câu chuyện xuất hiện trong phim đều là những gì tôi và những người anh em từng thấy, trải qua trong cuộc sống. Trong các tác phẩm mà mọi người đang được xem, đó là những hiểu biết, trải nghiệm của tôi bổ sung thêm vào chất liệu câu chuyện để phim có tính chân thật và có ý nghĩa hơn đó !——2019年4月4日導演蘇家俊